# جسر قديم
جسر قديم (بالفارسية: پل قدیم) هو جسر تاريخي يعود إلى عصر ساسانيون، ويقع في دزفول.